# وجود الطفيليات في الدم
وجود الطفيليات في الدم هو وجود محتوى كمي من الطفيليات في الدم. وهو يستخدم كمقياس للحِمل الطفيلي في الكائن الحي وكعلامة على درجة ومدى العدوى الطفيلية النشطة.